# Mihail Masson
Mihail Jevgenyevics Masson(orosz nyelven: Михаил Евгеньевич Массон; 1897. december 3. – Szentpétervár, 1986. október 2.) szovjet régész. A közép-ázsiai régészeti iskola megalapítója, a történeti és régészeti tudományok professzora, doktora, a Türkmenisztáni Tudományos Akadémia tagja.

## Életpályája
Mihail Masson, vagy Mihail Jevgenyevics Masson 1897. december 3-án született Szentpéterváron, az Orosz Birodalomban. Szinte születésétől kezdve édesanyjával Szamarkandban élt. A szamarkandi férfi gimnáziumban tanult. 1908-1909-ben részt vett a V. L. Vjatkin régész által vezetett Ulugh Beg obszervatórium ásatásain.  
Vjatkin 1912. június 1-jén Massont nevezte ki az ásatási terület vezetőjévé.
Masson 1916-ban a szamarkandi gimnáziumban érettségizett. 1916-ban a Petrográdi Politechnikai Intézetben kezdte meg tanulmányait, hogy öntözőmérnök lehessen. 
1916-ban behívták katonai szolgálatra, és a délnyugati fronton harcolt, ahol 1917-ben a Munkás- és Katonai Képviselők Tanácsának tagjává választották. 
1918-ban Masson visszatért Szamarkandba, ahol a szamarkandi regionális múzeum vezetőjeként dolgozott, különböző kiállítási tárgyakkal gazdagítva annak gyűjteményét. 1924-ben áthelyezték Taskentbe, ahol a Turkesztáni (később üzbég) Múzeumügyi és Régiség- és Műemlékvédelmi Bizottságnál a Közép-ázsiai Múzeum régészeti osztályának vezetője lett. Ez idő alatt a Turkesztáni Keleti Intézet tanfolyamain vett részt, és régészeti kutatásokat végzett a közép-ázsiai történelmi emlékek restaurálása során. Múzeumi ügyek oktatójaként is dolgozott a Közép-ázsiai Köztársaságokban.
1929 és 1936 között Masson a bányászat történetével foglalkozott az Üzbegisztáni Földtani Bizottságnál, ahol kiterjedt geológiai könyvtárat hozott létre. Ezt a munkát összekapcsolta az Üzbegisztáni Múzeumügyi és Műemlékvédelmi Bizottság régészeti ágazatának vezetőjeként betöltött szerepével. 
Mihail Jevgenyevics Masson 1986-ban hunyt el Taskentben, és a taskenti Dombrobod temetőben temették el. Később Taskent egyik utcáját is Mihail Masson tiszteletére nevezték el.

## Család
Szülei: 
- apja - Jevgenyij Ludwigovics Masson, a jakobinus terror idején Oroszországba költözött ruszin származású francia arisztokrata, topográfus;
- anyja - Antonina Nyikolajevna Spakovszkaja. Első felesége Kszénija Ivanovna volt, aki öngyilkos lett. Mihail Jevgenyevics második felesége, Galina Anatoljevna Pugacsenkova, neves szovjet és üzbég régész, az Üzbég SZSZK Tudományos Akadémiájának akadémikusa, Turkesztán fáradhatatlan kutatója volt.

Első feleségétől született fia, Vadim Masson szintén ismert régész és tudós lett.

## Tudományos eredmények
M. E. Masson 1936 és 1938 között ásatásokat végzett a kusán és középkori Termezben. Turkesztán városában is végzett kutatásokat, amely akkor az RSFSR Turkesztáni ASSZK területén feküdt (ma Kazahsztán Dél-kazahsztáni Régiója). 1934-ben Masson felmérte Kul-Ata turkesztáni települést, és elkészítette a várromok, a Sakhrisztán (település) és a környező terület tervét, számos kohászati gyártás nyomát tárva fel.
1946-tól Masson a Dél-Turkmenisztáni Régészeti Komplex Expedíció vezetője volt, amely a Türkmenisztáni SZSZK-ban végzett munkálatokat. Vezetése alatt ásatásokat végeztek a parthus ókori Nisa és Merv településeken. M. E. Masson kutatásai a közép-ázsiai rabszolgatartó rendszer létezésének kimutatására, a közép-ázsiai városok, mint Szamarkand, Buhara, Taskent és más városok fejlődési mintáira, a pénzgazdaság és a bányászat történetére, Közép-Ázsia építészetére, epigráfiájára és történelmi földrajzára irányultak.

## Munkássága
Megalapította a Közép-ázsiai Régészeti Iskolát és olyan szakembereket képzett, akik később Közép-Ázsia vezető régészei lettek.[1][6][3] Mihail Jevgenyevics Masson tanítványai közé tartozott O.M. Rosztovcev, B.D. Kochnev, Edvard Rtveladze, és N.B. Nemceva.

## Díjai
- A Munka Vörös Zászlója kitüntetés (1968.02.20.)

## Válogatott művei
- Khwaja Ahmed Yassawi mauzóleumának építéséről Turkesztán városában // Bulletin of the Central Asian Geographical Society, Vol. 19, Tashkent, 1929;
- Regarding some coin finds registered on the territory of Kazakhstan before 1942 // Bulletin of the Academy of Sciences of the Kazakh SSR, 1948.

## Emlékezete
- Taskentben, a Sergeli kerületben egy utcát neveztek el Mihail Massonról, de 2013-ban átnevezték Obikhayot utcára.

## Munkái
- Lunin B.V. Tudós, tanár, közéleti személyiség // Közép-Ázsia története és régészete. Ashgabat: Ylim, 1978. pp. 12-19.
- Masson M.E. A közép-ázsiai régészet gyakorlati problémái és témáik // Az UzSSR Tudományos Bizottsága. Taskent, 1937. Különkiadás.
- Masson M.E. Régészeti kutatások Üzbegisztánban (1924-1939) // Tudomány Üzbegisztánban 15 éve. Taskent, 1939.
- Masson M. E. Régészeti munkák Üzbegisztánban 1933-1935-ben // Az iráni művészet és régészet III. nemzetközi kongresszusának jegyzőkönyvei. L., 1939.
- Masson M. E. Ó-Termiz ősi települései és azok tanulmányozása // A Szovjetunió Tudományos Akadémiája Üzbegisztáni Fiókjának jegyzőkönyvei. I. sorozat. 2. kötet. Taskent, 1940.
- Masson M. E. Közép-Ázsia kutatásának történetének rövid ismertetése régészeti szempontból // Proceedings of SASU. Közép-Ázsia régészete. Új epizód. Vol. LXXXI. Taskent: SAGU kiadó, 1956.
- Masson M. E. Közép-ázsiai régészeti iskola a ToshSU-ban // A közép-ázsiai állam anyagai. liszt. 295. kötet. Közép-Ázsia régészete. Taskent, 1966.
- Masson M.E. A ledőlt torony. Taskent: Üzbegisztán, 1968.
- Masson M.E. Egy közép-ázsiai régész emlékirataiból. Taskent: Gafur Ghulam Irodalmi és Művészeti Kiadó, 1976.